# Daniel Malan
Daniel François Malan, född 22 maj 1874 i Riebeek West, Kapkolonin, död 7 februari 1959 i Stellenbosch, Sydafrikanska unionen, var Sydafrikas premiärminister från 1948 till 1954. Han var från 1934 till 1953 partiledare för Sydafrikas nationalistparti och lade under sin mandatperiod som regeringschef grunden till apartheidsystemet i landet.

## Biografi

### Uppväxt
Under 1890-talet studerade Daniel Malan vid Victoria College i Stellenbosch. Efter examen i musik och naturvetenskap utbildades han som präst för Nederländska reformerta kyrkan och förutom studier i teologi studerade han även filosofi. År 1900 lämnade han Kapkolonin för att doktorera i teologi vid universitetet i Utrecht vilket han gjorde år 1905. Året därpå var han tillbaka i Kapkolonin där han aktivt kämpade för att få afrikaans att bli ett accepterat språk bredvid engelska och nederländska, men han predikade också runtom i Sydafrika.

### Tidig politisk karriär
Malan valdes in i det sydafrikanska parlamentet 1918 som representant för det år 1914 bildade Nationalistpartiet, det främsta partiet för den etniska boerbefolkningen. 1924, sedan nationalisterna bildat regering med Labourpartiet, inträdde han i James Hertzogs nationalistiska regering som inrikesminister, hälsominister och utbildningsminister. Följande år ersatte han nederländska som officiellt språk med afrikaans och införde en ny flagga år 1928.
Malan lämnade regeringen i protest år 1933 sedan Hertzog av politiska skäl valt att slå ihop Nationalistpartiet med Sydafrikanska partiet, som stod britterna nära, till ett gemensamt regeringsparti, Förenade partiet. Sedan sammanslagningen genomförts 1934 valde Malan och andra missnöjda partimedlemmar att lämna både parlamentet och regeringspartiet, och grunda ett nytt oppositionsparti kallat Renade Nationalistpartiet, Gesuiwerde Nasionale Party, med 17 övriga ledamöter bakom sig. I och med sammanslagningen blev GNP det officiella oppositionspartiet. År 1937 ingick detta parti i en valallians med de sydafrikanska fascisterna, de så kallade gråskjortorna, och utökade sin representation i parlamentet i valet 1938 till 27 mandat. Vändpunkten kom sedan Hertzog 1939 tvingats bort från premiärministerposten för sin ovillighet att låta Sydafrika för britternas räkning gå i krig med Nazityskland. Besviken över utvecklingen gick denne, och andra boernationalister i regeringen, genom en rad misslyckade nybildningar över till Malans parti, som döptes om till Återförenade Nationalistpartiet, Herenigde Nasionale Party.

### Regeringstid
Efter andra världskrigets krisår hade nationalisterna växt sig starka nog att i valet 1948 besegra Förenade partiet i koalition med det mindre Afrikaner Party och ersätta den långvarige premiärministern Jan Smuts. Malan kunde efter valet bilda en majoritetsregering med det stöd av Afrikaanerpartiets Nicolaas Havenga, med Havenga som finansminister, och de två partierna gick officiellt samman år 1951 och antog det nygamla namnet Nationalistpartiet, NP. Koalitionen UP och Labour hade även i 1948 års val fler röster, men missgynnades av röstkoncentration och större valkretsar i städerna, medan afrikaaneroppositionen dominerade landsbygden.

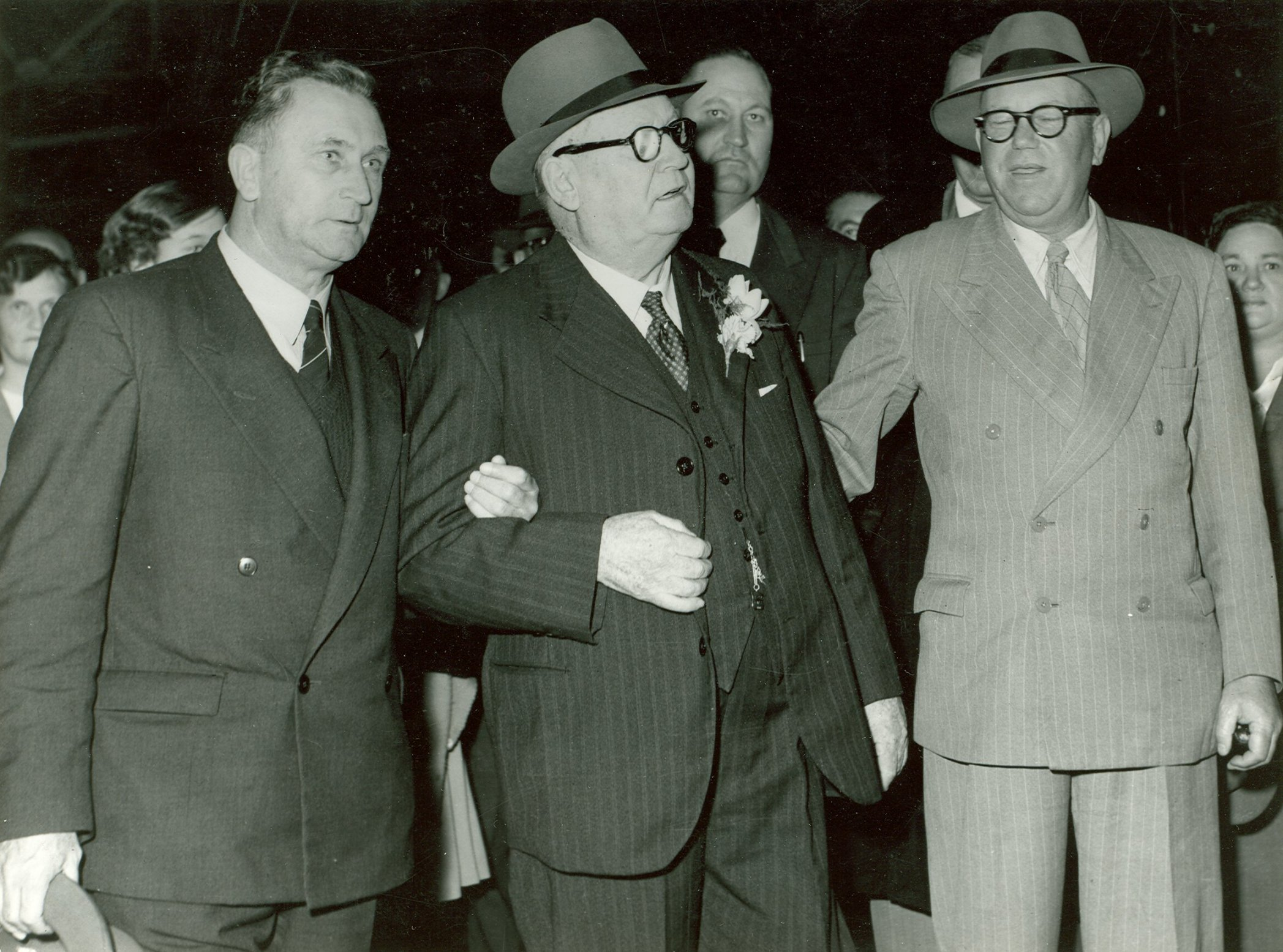
Malan (mitten) med efterträdaren J. G. Strijdom (vänster) och Paul Sauer (höger; Sauer ledde den s.k. Sauerkommissionen) år 1953, året före hans avgång.

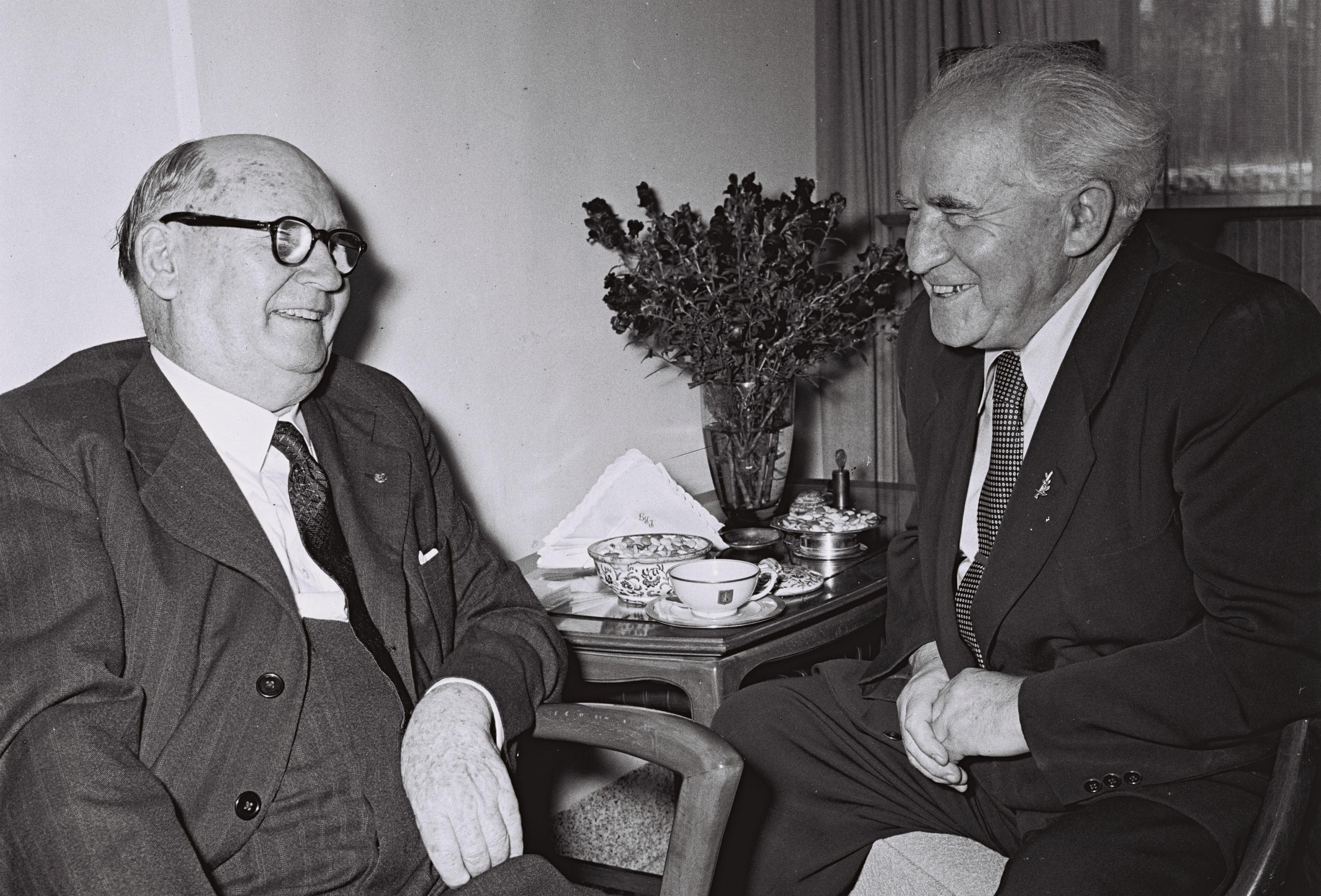
Daniel Malan (vänster) i sällskap med David Ben-Gurion, 1953.

Som premiärminister och utrikesminister fram till sin pension 1954 genomdrev Malan ett boernationalistiskt och rassegregationistiskt program som syftade till att åtskilja landets olika befolkningsgrupper samt stärka afrikandernas sociala och ekonomiska ställning inom det vita samfundet. Motståndet mot rasåtskillnadsprogrammet (apartheid) kulminerade i hans beslut 1952 att upplösa landets högsta domstol och överföra dess befogenheter till det av nationalisterna dominerade parlamentet. Hans försök att avskaffa färgade sydafrikaners rösträtt i Kapprovinsen ledde till en konstitutionell kris, som kunde lösas först av efterträdaren Strijdom 1958, då färgade överfördes till en separat vallängd med egna representanter. Motsvarande reform för svarta som annorstädes uppfyllde rösträttskraven hade genomförts 1936, under regeringen Smuts. Dessa särskilda platser avskaffades slutligen 1970.

### Senare år
Malan avgick år 1954, 81 år gammal, sedan hans hustru blivit dödligt sjuk och efterträddes mot sin vilja som partiledare och regeringschef av sin jordbruksminister, den tidigare nazistsympatisören Johannes Strijdom. Till trots sin roll som vattendelare i sydafrikansk historia hade Malan föredragit Havenga som efterträdare då denne uppfattats som mer försåtlig och regeringsvan, vilket emellertid föll på NP-medlemmarnas dövöra. 
Efter Hendrik Verwoerds tillträde som premiärminister 1958 förråades den politiska polariseringen och relationerna mellan landets folkgrupper ytterligare, vilket ledde till landets isolering under 1960-talet. Malan fostrade också goda relationer med Israel, som utropats samma år som hans tillträde, vilka skulle bestå. 

## Apartheidlagar stiftade under Malans mandatperiod
Apartheidsystemet vilade på officiell rasdiskriminering och lagar som koncentrerade den politiska makten i nationalisternas händer. Nedan exempel på sådana lagar lät Daniel Malans nationalistregering driva igenom under åren som följde på regeringsbildningen 1948.
- Prohibition of Mixed Marriages Act 1949 - förbud mot äktenskap över rasgränserna.
- Immorality Act 1950 - totalförbud mot utomäktenskapligt sex mellan vita och övriga raser.
- Population Registration Act 1950 - tvångsmässig registrering av alla sydafrikaner i fyra rasgrupper.
- Group Areas Act 1950 - indelning av Sydafrika i områden med de fyra rasgrupperna som bas.
- Suppression of Communism Act 1950 - förbud mot Kommunistpartiet och all "samhällsomstörtande verksamhet".
- Bantu Building Workers Act 1951 - begränsning av områden där svarta tilläts arbeta inom byggindustrin.
- Separate Representation of Voters Act 1951 - överföring av färgade till egna röstlistor med egna representanter.
- Prevention of Illegal Squatting Act 1951 - legaliserat ödeläggande av kåkstäder i storstädernas utkanter.
- Bantu Authorities Act 1951 - grunden till bantustanerna och legaliserad deportation av svarta till dessa.
- High Court of Parliament Act 1952 - konstituerade landets parlament till författningsdomstol med rätt att pröva lagstiftning.
- Natives Laws Amendment Act 1952 - begränsning av kriterier för svartas uppehälle i det "vita" Sydafrika.
- Pass Laws Act 1952 - införande av ett obligatoriskt pass (dompas) att bäras av alla svarta över 16 år.
- Native Labour Act 1952 - ytterligare regleringar i arbetsuppgifter och yrken för svarta.
- Bantu Education Act 1953 - obligatorisk segregation inom utbildningen och alla Sydafrikas universitet.
- Reservation of Separate Amenities Act 1953 - legaliserad rassegregation av stränder, bänkar, bussar, biografer med mera.
- Natives Resettlement Act 1954 - legaliserad tvångsförflyttning av svarta från vita områden i och omkring Johannesburg.